# Джоан Розацца
Джоан Розацца (англ. Joan Rosazza, 19 травня 1937) — американська плавчиня.
Призерка Олімпійських Ігор 1956 року.